# 1985 Hopmann
1985 Hopmann је астероид главног астероидног појаса са пречником од приближно 35,51 km.
Афел астероида је на удаљености од 3,597 астрономских јединица (АЈ) од Сунца, а перихел на 2,651 АЈ.
Ексцентрицитет орбите износи 0,151, инклинација (нагиб) орбите у односу на раван еклиптике 17,158 степени, а орбитални период износи 2017,189 дана (5,522 година).
Апсолутна магнитуда астероида је 10,80 а геометријски албедо 0,067.
Астероид је откривен 13. јануара 1929. године.